# Ніко Мантль
Ніко Мантль (нім. Nico Mantl, нар. 6 лютого 2000, Мюнхен, Німеччина) — німецький футболіст, воротар австрійського клубу «Зальцбург».

## Ігрова кар'єра
Ніко Мантль народився у місті Мюнхен і першим клубом у кар'єрі молодого голкіпера став клуб «Унтергахінг», де Мантль починав свою кар'єру у молодіжному складі у 2011 році. З 2017 року воротар був залучений до першої команди, де провів понад 50 матчів.
У січні 2021 року Мантль привернув увагу до себе керівництва австрійського «Зальцбурга», з яким підписав контракт до 2025 року. До кінця того сезону воротар був відправлений в оренду у клуб «Ліферінг».
У 2019 році Ніко Мантль викликався на матчі юнацької збірної Німеччини (U-20).

## Титули і досягнення
- Чемпіон Австрії (1):

«Ред Булл»: 2021-22
- Володар Кубка Австрії (1):

«Ред Булл»: 2021-22